# The Bowery
The Bowery (bra: O Bamba da Zona; prt: O Terror dos Cabarets) é um filme pre-Code estadunidense de 1933, dos gêneros comédia e ação, dirigido por Raoul Walsh, estrelado por Wallace Beery, George Raft e Jackie Cooper, e co-estrelado por Fay Wray e Pert Kelton. O roteiro de Howard Estabrook e James Gleason foi baseado no romance "Chuck Connors" (não publicado), de Michael L. Simmons e Bessie Roth Solomon.

## Sinopse
Durante a virada do século em Bowery, Nova Iorque, o dono de salão Chuck Connors (Wallace Beery) e o caçador de emoções Steve Brodie (George Raft) gostam de encontrar novas maneiras de insultar, brincar e superar um ao outro, com suas travessuras geralmente girando em torno de algum tipo de aposta. Quando os dois durões rivais colocam os olhos na adorável, mas azarada Lucy Calhoun (Fay Wray), seu jogo de superioridade masculina torna-se mais sério. Chuck desafia Steve a dar um salto desafiador da Ponte do Brooklyn, com o salão do primeiro e a vida do segundo em jogo.

## Elenco
- Wallace Beery como Chuck Connors
- George Raft como Steve Brodie
- Jackie Cooper como Swipes McGurk
- Fay Wray como Lucy Calhoun
- Pert Kelton como Trixie Odbray
- Herman Bing como Max Herman
- Oscar Apfel como Ivan Rummel
- Ferdinand Munier como Mike Honesto
- George Walsh como John L. Sullivan
- Lillian Harmer como Carrie Nation
- John Bleifer como Mumbo, o Mudo (não-creditado)
- Heinie Conklin como Pug (não-creditado)
- Charles Middleton como Detetive (não-creditado)
- Harry Tenbrook como Bombeiro (não-creditado)

## Produção
"The Bowery" foi o primeiro filme produzido pela Twentieth Century Pictures; dois anos depois, a empresa se fundiria com a Fox Film Corporation para formar a 20th Century-Fox.
O filme apresenta Wallace Beery como Chuck Connors, proprietário de um salão, George Raft como Steve Brodie, o primeiro homem a pular da Ponte do Brooklyn e sobreviver; Jackie Cooper como uma criança briguenta, Fay Wray como a protagonista feminina, e Pert Kelton como uma cantora sensual de dança de salão (Houve especulações de que Clark Gable, colega de Beery que também havia um contrato com a MGM, interpretaria o papel de Raft).
O diretor Raoul Walsh escreveu mais tarde em sua autobiografia "Each Man in His Time", que dirigir Beery e Raft "foi como tentar manter a paz entre um leão e um tigre", embora ele tenha dito que "ambos os homens eram de grande coração, generosos demais. O ciúme profissional diminuiu depois que cada um declarou sua treta. Mais tarde, eles se tornaram bons amigos".
O filme é uma apresentação envolvente das visões e comportamentos comuns da época. O filme começa com um close-up em uma janela de salão que contém uma placa dizendo "Nigger Joe's" em letras grandes (o nome de um bar real em Bowery, na época comandado por um homem negro). O personagem de Cooper tem o hábito de jogar pedras nas janelas das pessoas em Chinatown. Quando o personagem de Beery o repreende por causa disso, o personagem de Cooper responde: "Eles eram apenas Chinks" (forma racista de se referir a chineses), e Beery imediatamente amolece, dizendo: "Awww..." enquanto mexe carinhosamente no cabelo do menino. A certa altura, o personagem de Cooper quebra uma janela, derrubando uma lâmpada de querosene e causando um incêndio letal que se espalha pelo quarteirão. As pessoas chinesas, frenéticas e presas no fogo, são mostradas desesperadamente tentando escapar; a cena seguinte mostra as cinzas do edifício queimado, com os chineses presumivelmente mortos. Duas companhias de bombeiros rivais (de Beery e Raft) lutava fisicamente sobre qual deles apagaria o fogo enquanto o prédio queimava até o chão.
"The Bowery" possui algumas semelhanças com o filme concorrente "Uma Loira para Três", estrelado por Mae West e Cary Grant, e lançado no início do mesmo ano por um estúdio diferente (Paramount Pictures), apresentando o irmão mais velho de Wallace Beery, Noah Beery, em um papel semelhante como o dono de um salão em Bowery que estava dormindo com a personagem de West.
Raoul Walsh havia dirigido um filme inovador sobre a mesma cidade do filme anos antes. "Regeneration" (1915), filmado em Bowery em 1915, foi um dos primeiros filmes completos sobre gângsteres, apresentando roupas esfarrapadas e maltrapilhas em membros do elenco, jamais vistas em qualquer filme narrativo estadunidense subsequente, além de ser inteiramente filmado entre locais reais de Bowery na época.
"The Bowery" foi um dos 11 filmes em que Wray interpretou a protagonista feminina em 1933, incluindo a versão original de "King Kong".

## Recepção
O filme foi o segundo mais popular da 20th Century Fox, e um dos filmes mais populares da United Artists naquele ano.
Raft, uma grande estrela nas décadas de 1930 e 1940, faria vários outros filmes com o produtor Darryl F. Zanuck, apesar de nunca ter assinado um contrato de longo prazo com ele.

## Refilmagens
Em 1943, foi anunciado que a 20th Century-Fox iria refazer o filme como um musical, "Bowery After Midnight", com William Bendix no papel de Beery. Em 1946, a produção se chamaria "Brooklyn Bridge" e estrelaria Victor Mature no papel de Raft. Em 1948, George Jessel iria estrelar a refilmagem. No entanto, esses projetos nunca passaram da fase de planejamento.